# Тунисская кампания
Тунисская кампания (англ. Tunisian campaign) — серия военных операций и боевых столкновений в ходе североафриканской кампании, происходивших на территории Туниса во время Второй мировой войны, в результате которых войска стран антигитлеровской коалиции принудили к сдаче в плен 250 000 немецких и итальянских солдат африканской группировки стран Оси, включая значительную часть личного состава немецкого «Африканского корпуса».

## Военно-стратегическая ситуация

### Западная пустыня
Первые два года войны в Северной Африке охарактеризовались для обеих сторон серьёзными проблемами со снабжением войск, точнее, невозможностью предоставления им последовательной и сконцентрированной логистической поддержки. На североафриканском побережье имеется мало естественных гаваней и основной путь снабжения английских войск проходил через египетскую Александрию в дельте Нила, находящуюся в 2,400 км от главного порта итальянцев в Триполи. Менее крупные порты в Бенгази и Тобруке находились в 1,530 и 970 км от Александрии соответственно, их соединяла между собой единственная дорога, проходившая вдоль узкого прибрежного коридора. Флоты Великобритании и Италии в Средиземноморье в значительной степени сковывали действия друг друга, поэтому военное снабжение английских гарнизонов через Александрию и итальянских гарнизонов через Тобрук было ограничено. У англичан был также дополнительный, хоть и очень длинный канал снабжения: через мыс Доброй Надежды и Красное море.
Ограниченное снабжение войск привело к череде повторяющихся сражений за прибережные территории. Первоначальное наступление итальянцев из Ливии в 1940 г, во время которого войска продвинулись вглубь египетской территории примерно на 95 км, оставило наступающие итальянские войска более чем в 1,600 км от Триполи, 600 км от Бенгази и 320 км от Тобрука. Британцы, находящиеся вблизи от своих баз снабжения, быстро организовали свои войска и контратаковали. Теперь линия фронта заканчивалась у Эль-Агейлы, на территории Ливии. После прибытия немецкого «Африканского корпуса», войскам стран Оси удалось отодвинуть фронт на восток, но их наступление выдохлось у египетской границы, так как войска вновь отдалились от своих путей снабжения. К ноябрю 1941 г союзники, пользуясь тем, что они находились относительно недалеко от собственных баз снабжения, восстановили силы и начали операцию «Крусейдер», в ходе которой была снята осада Тобрука и линия фронта снова была доведена до Эль-Агейлы. Однако, после этого истощённые британские войска были почти немедленно выбиты назад, под Тобрук и наступление Роммеля в мае 1942 г оттеснило их назад до Эль-Аламейна, всего в 160 км от Александрии.
К 1942 г ситуация значительно изменилась: хотя британский и итальянский военные флоты всё ещё оспаривали друг у друга господство на Средиземном море, снятие британцами блокады с Мальты позволило Королевским ВВС пресечь увеличение итальянских поставок войскам. Кроме того, как только стало возможным дополнительное снабжение войск из США и ситуация с логистикой у союзников улучшилась, маятник превосходства качнулся в их сторону.
Теперь, когда в 8-й армии Бернарда Монтгомери уже не было такой нехватки снабжения, как в предыдущих битвах, англичане смогли отбросить войска Оси на запад в ходе прорыва, совершённого из Египта в ходе второго сражения при Эль-Аламейне.

### Операция «Факел»
К июлю 1942 года союзники пришли к выводу, что предложенные ранее небольшие диверсионные операции на побережье Северной Франции непрактичны и поэтому их проведение должно быть отсрочено. Вместо этого было решено провести масштабные высадки войск, имевшие целью установление контроля над частью Северной Африки, находящуюся под контролем режима Виши: речь шла об Алжире, Марокко и Тунисе. После этого планировалось продвижение войск на восток, с последующим выходом в тыл немецко-итальянским войскам. Захват североафриканского побережья полностью открыл бы Средиземноморье для снабжения союзных войск через море и позволил бы высвободить огромное количество средств, расходуемых на долгий и чреватый большими затратами путь снабжения, проходящий через мыс Доброй Надежды.
Из-за близости Сицилии к Тунису, союзники пришли к выводу, что сразу после получения информации о высадке, немецко-итальянские войска постараются захватить Тунис. Чтобы противостоять этому, было необходимо самим установить контроль над страной, и как можно скорее. Однако, существовал определённый предел тому, насколько далеко могли высаживаться британцы и американцы на востоке французских владений. Ограничением служила близость аэродромов, находящихся на Сицилии и Сардинии: к концу октября там находились 298 немецких и 574 итальянских самолёта. В качестве компромиссного решения, в качестве наиболее восточного пункта высадки был выбран город Алжир. Это гарантировало бы успех всей операции несмотря на неопределённость, относящуюся к тому, как отреагируют на вторжение находящиеся там вишистские войска. После установления контроля над Алжиром, планировалось как можно скорее выделить небольшой отряд, цель которого — скорее захватить город Тунис, находящийся примерно в 1,300 км от места высадки. Отряду предстояло продвижение вдоль плохих дорог, по сложной территории, во время дождливого зимнего сезона, чтобы опередить противника.
В штабе англо-американских союзных сил хорошо понимали, что попытка захвата через сухопутный бросок городов Бизерты и Туниса перед тем, как это успеют сделать войска Оси, похожа на ставку в азартной игре: очень многое зависело от того, насколько удачно флот и авиация сумеют помешать организации наступления немецко-итальянских войск. Командование Тунисской операцией было поручено генерал-лейтенанту Кеннету Андерсону.
8 ноября, в ходе операции «Факел», англо-американские войска высадились западнее Туниса, в Алжире (в городах Оран и Алжир) и в Марокко (в Касабланке).

### Естественные оборонительные рубежи Туниса
Тунис обладал гораздо более удобной местностью для обороны, чем Ливия: если представить страну в упрощённом виде, в виде прямоугольника, то северная и большая часть его восточной стороны омывается Средиземным морем. Большая часть его западной стороны, то есть, граница с Алжиром, проходит по западной стороне Атласских гор, имеющих на карте форму треугольника. Эту часть границы было бы легко защищать, так как на всём приграничном пространстве через эти горы существовало всего несколько перевалов. На юге вторая линия гор ограничивала проходы до узкого промежутка, обращённого к Ливии. С одной его стороны были холмы Матмата, с другой — море. Ранее, опасаясь вторжения итальянцев из Ливии, французы успели построить мощную оборонительную линию, шириной в 12 и глубиной в 30 км. Эта полоса укреплений называлась «линией Марет». Только на севере страны территория была пригодна для ведения наступательных действий, так как там Атласские горы заканчивались у побережья, оставляя беззащитной большую часть северо-западного побережья.
В целом, Тунис представлял собой прекрасную и легко обороняемую базу для военных операций. Линии обороны, находящиеся на севере страны, были бы очень эффективны против любых наступающих войск, а «линия Марет» надёжно прикрывала юг. Между ними существовало всего несколько перевалов через Атласские горы. Кроме того, контроль над страной давал бы итальянцам и немцам два главных глубоководных порта в Тунисе и Бизерте, причём, порты эти находились всего в нескольких сотнях километров от баз в Сицилии. Конвои со снабжением могли бы подходить по ночам, оставаясь незаметными для воздушных патрулей англичан, оставаться в порту в течение дня и затем уплывать следующей ночью. Для сравнения: путь из Италии в Ливию занимал целый день, к тому же, во время плавания корабли могли быть легко обнаружены с воздуха и уничтожены.
С точки зрения Гитлера, Тунис мог держаться в течение многих месяцев или лет, таким образом расстраивая планы США и Великобритании в отношении Европы.

## Гонка к Тунису

### Предшествующие события
К 10 ноября 1942 года сопротивление французов высадкам, проходящим в рамках операции «Факел», было прекращено, и на территории Туниса образовался вакуум власти. Поэтому генерал-лейтенант Андерсон приказал 36-й пехотной бригаде из состава английской 78-й дивизии, находящейся в резерве на кораблях, двигаться на восток и занять порты Бужи, Филиппвилль и Бон, а также аэродром в Джеджелли перед вторжением в Тунис основной массы войск. Перед этим, штаб союзников исключил высадки в Тунисе из-за нехватки войск и угрозы с воздуха. В результате, Андерсону пришлось как можно скорее перебросить свои ограниченные силы на восток, чтобы успеть до того момента, когда противник нарастит критическую массу войск для ведения успешной обороны на территории страны. Для вторжения в Тунис союзники располагали всего двумя бригадными группами и несколькими дополнительными танковыми и артиллерийскими соединениями, однако командование верило, что при достаточно быстром продвижении можно успеть захватить Тунис с относительно небольшими потерями до того, как только что прибывшие силы немцев и итальянцев будут подготовлены к бою.
Французские колониальные власти, находящиеся в стране, находились в замешательстве, не зная, кого стоит поддержать. В результате, не было предпринято никаких попыток закрыть доступ к аэродромам для какой-либо из сторон. Уже 9 ноября появились сообщения о 40 немецких самолётах, прилетевших в Тунис, а к 10 ноября сообщалось уже о сотне самолётов. Спустя два дня в полном объёме начал функционировать «воздушный мост», перебросивший за время своего существования более 15 тыс. солдат и 581 тонн грузов. Таким образом, к концу месяца в Тунис было переправлено три немецкие дивизии, включая 10-ю бронетанковую, и две итальянские пехотные дивизии. 12 ноября во главе только что сформированного 13-го корпуса был поставлен Вальтер Неринг. Он вылетел к войскам 17 ноября.
Между тем, командующий французскими войсками в Тунисе, генерал Барре, в силу своего недоверия по отношению к итальянцам, вывел подчинённые ему войска в горы и сформировал там линию обороны, простирающуюся от Теберсука до Маджаз-Аль-Баб. Согласно приказу Барре, войска были обязаны стрелять в любого, кто попытается пересечь линию укреплений.

### Продвижение англо-американских союзных сил
Из Алжира существовало две дороги на Тунис. План союзников предусматривал наступление вдоль обеих дорог с последующим захватом городов Бизерта и Тунис.
11 ноября 36-я британская пехотная бригада высадилась в Бужи, не встретив никакого сопротивления, однако, из-за проблем со снабжением стало ясно, что, продвигаясь дальше по дороге, аэродромы в Джеджелли можно захватить лишь к 13 ноября. Аэродром в Боне был захвачен высадившимся воздушным десантом: операцию осуществил 3-й десантный батальон. Позднее, 12 ноября, отряд коммандос захватил порт в Боне. Передовые соединения 36-й бригады 15 ноября достигли Табарки, а 18 ноября — Джебель Абиода, где они впервые встретились с противником.
Южнее, американский десантный батальон, также не встретив никакого сопротивления, высадился в Юк-ле-Бэйн и захватил местный аэродром, после чего, 17 ноября, войска захватили аэродром в Гафсе.

### Ответные действия немецких войск
19 ноября командующий немецкими войсками, Вальтер Неринг потребовал у французов, занимавших прилегающую территорию, свободного прохода своих войск через мост в Меджезе. Барре ответил ему отказом. Тогда немцы дважды атаковали, но неудачно — они были отброшены. Однако, французы понесли большие потери и, испытывая недостаток в танках и артиллерии, были вынуждены отступить.

### Французы официально встают на сторону антигитлеровской коалиции
Несмотря на то, что некоторые соединения французских войск в Африке, как например войска Барре, открыто заняли сторону антигитлеровской коалиции, позиция большей части вишистских войск в целом оставалась до конца не ясной. Наконец, 22 ноября 1942, после подписания Североафриканского Соглашения, все французские войска в Северной Африке перешли на сторону союзников по антигитлеровской коалиции, что позволило выдвинуть войска из союзнических гарнизонов на боевые участки фронта. К тому времени, немцы и итальянцы уже нарастили силы, создав целый корпус. Теперь количество германо-итальянских войск превышало количество войск их противников почти по всем пунктам.

### Сражение
Две бригадных группы англо-американских сил двигались вдоль обеих дорог, ведущих соответственно на Джебель Абиод и Беджу. Люфтваффе, пользуясь преимуществом, обусловленным близким расположением аэродромов (англо-американская авиация взлетала с баз аэродромов Алжира), постоянно атаковало передвигающиеся войска.
17 ноября 1942, в день прибытия Неринга, передовые соединения британской 36-й бригады, наступающие по северной дороге, встретили под Джебель Абиодом группировку, состоящую из 17 танков, 400 парашютистов и самоходных установок. 11 танков из 17 было подбито, но продвижение было задержано, так как бои под Джебель Абиодом шли девять дней.
Наконец, две колонны англо-американских войск собрались под Джебель Абиодом и Беджей и стали готовиться к наступлению, намеченному на 24 ноября. 36-й бригаде предстояло продвигаться от Джебель Абиода к Матёру, в то время как 11-я бригада должна была наступать вдоль долины реки Мерджерда, чтобы занять Маджаз-Аль-Баб (обозначенный на английских и американских картах как Меджез-Эль-Баб или просто Меджез), а затем идти на Тебурбу, Джедейду и город Тунис. Кроме двух основных колонн, был организован ещё и отряд «Блейд» — подразделение, состоящее из 21-го уланского полка 6-й бронетанковой дивизии с дополнительными подразделениями под командованием полковника Халла. Отряд должен был пересечь страну поперёк по направлению к Зиди Насир и атаковать с фланга Тебурбу и Джедейду.
Атака на севере не состоялась из-за того, что проливные дожди замедлили организацию войск. На юге 11-я бригада была задержана упорным сопротивлением немецких войск в Меджезе. Между тем, отряду «Блейд» удалось пересечь Зиди Насир и достигнуть перевала Чуиги к северу от Тебурбы. Часть отряда просочилась через позиции противника, к полудню подошла к недавно начавшей работать базе немецких ВВС в Джедейде и уничтожила там 20 самолётов неприятеля. Однако, из-за отсутствия пехотной поддержки, просочившимся войскам было невозможно развить успех, поэтому им пришлось отступить к Чуиги. Нападение отряда «Блейд» застало Неринга врасплох, и он решил оставить Меджез и укрепить Джедейду, находящуюся в 30 км от столицы Туниса.
Задержанная атака 36-й бригады началась 26 ноября, однако, войска попали в засаду и ведущий батальон потерял 149 человек. Дальнейшие атаки были отбиты войсками, засевшими на хорошо спланированных, взаимосвязанных оборонительных позициях. Состоявшаяся 30 ноября высадка коммандос в 23 км к западу от Бизерты, имевшая целью охват с фланга немецких укреплений в Джефне, провалилась и 3 декабря коммандос присоединились к 36-й бригаде. Позиции у Джефны оставались в руках немцев до последних дней войны на территории Туниса, то есть, до следующей весны.
26 ноября, когда немцы отступили, 11-я бригада, не встретив никакого сопротивления, вошла в Меджез и к вечеру того же дня заняла позиции внутри и вокруг Тебурбы, которую также покинули немецкие войска, готовясь оборонять Джедейду. Однако, уже на следующий день немцы атаковали изо всех сил. Попытка 11-й бригады в первых часах 28 ноября перехватить инициативу с помощью нанесения американскими танковыми соединениями удара по аэродрому в Джедейде провалилась.
Между тем, ещё 21 ноября Андерсон высказал сомнения в успехе операции по захвату Туниса силами имеющихся у него войск, о чём известил главнокомандующего союзными войсками в Африке, Дуайта Эйзенхауэра. Эйзенхауэр выслал Андерсену подкрепление, состоящее в первую очередь из боевого командования «B» 1-й бронетанковой дивизии. Подкрепления проделали долгий путь из Орана к тунисской границе. К началу операции до цели добралась лишь часть этих сил. На 2 декабря было запланировано совместное наступление отряда «Блэйд» и только что прибывших войск, однако немцы нанесли предупреждающий контрудар силами 10-й бронетанковой дивизии генерал-майора Вольфганга Фишера. К вечеру 2 декабря отряд «Блейд» был выбит с позиций. Таким образом, сопротивление атакующим оказывали теперь лишь 11-я бригада и силы боевого командования «B». Возникла угроза отсечения 11-й бригады от остальных сил и прорыва немецких войск в тыл обороняющихся, однако отчаянное четырёхдневное сопротивление англичан и американцев задержало продвижение немцев и позволило союзным силам совершить организованный отход к высотам, находящимся по обе стороны реки, протекающей западнее Тебурбы.
Сначала союзники отступили примерно на 10 км, к высотам Бу Указ и Джебель Эль-Ахмера, однако убеждённость командования в уязвимости данных позиций перед возможными атаками с флангов привела к дополнительному отступлению. К концу дня 10 декабря союзники заняли оборону восточнее Маджаз-Аль-Баба. На этих позициях они начали подготовку к новому наступлению, и к концу декабря уже были к нему готовы. Медленное, но постоянное наращивание сил привело к созданию группировки, состоящей из 54 000 британских, 73 000 американских и 7000 французских солдат. По данным спешно организованного разведывательного обзора, союзникам противостояло порядка 125 000 бойцов и 70 000 солдат вспомогательных подразделений. Большую часть войск противника составляли итальянцы.
Наступление англо-американских войск началось днём 22 декабря. Несмотря на дожди и недостаточное прикрытие с воздуха, войска немного продвинулись вверх по подножию 270-метрового холма «Лонгстоп Хилл», контролирующего речной коридор от Меджеза до Тебурбы. После трёх дней боя, идущего с попеременным успехом, боеприпасы у наступающих стали подходить к концу. Кроме того, противник взял под свой контроль смежную с «Лонгстоп Хилл» высоту. Теперь позиция наступающих на холме «Лонгстоп» стала крайне ненадёжной, и им пришлось отступить к Маджазу. 26 декабря англо-американские войска вернулись к позициям, удерживаемым двумя неделями ранее. Всего в боях погибло 20 743 американских и британских солдат.
Наступление англо-американских сил к Тунису было приостановлено.

## Перемены во французском командовании
С окончанием сражения, в рядах французского военного командования снова разгорелась фракционная борьба. 24 декабря было совершено успешное покушение на Франсуа Дарлана. Пост Верховного представителя Франции в Северной и Западной Африке Дарлана занял генерал Анри Жиро. К неудовольствию движения «Свободная Франция», правительство США ранее демонстрировало значительное желание договориться с Дарланом и вишистами. Поэтому после смерти Дарлана появилась возможность объединения «Свободной Франции» под руководством Шарля Де Голля и французских войск в Северной Африке, руководимых Жиро. Де Голль и Жиро встретились в конце января, однако не было достигнуто никакого прогресса в урегулировании их разногласий. Так продолжалось до июня 1943 года, когда был сформирован Французский Комитет Национального Освобождения, под объединённым руководством Де Голля и Жиро, вскоре отошедшего на второй план из-за нежелания брать на себя политическую ответственность. После этого Комитет главным образом ориентировался лишь на главу «Свободной Франции».

## Военно-дипломатическая миссия СССР в Северной Африке
В феврале 1943 года по личному распоряжению Верховного Главнокомандующего РККА Иосифа Сталина, формально — приказом Начальника Генерального штаба, и с согласия англо-американского командования, в Алжир прибыла группа военно-дипломатической миссии СССР, которую возглавил кадровый сотрудник Разведывательного управления Генерального штаба РККА и военный дипломат, генерал-майор Александр Васильев.
Официальной целью военно-дипломатической миссии под руководством А. Васильева в Северной Африке была координация военных усилий стран Объединённых Наций в войне с общим противником и наблюдение за ходом боевых действий. Неофициальная цель: военная и дипломатическая разведывательная деятельность в пользу РККА и Советского Союза.
Прибыв в Штаб союзных англо-американских войск в Алжире, генерал-майор А. Васильев по официальной военно-дипломатической линии установил контакт с командующим экспедиционными силами союзников Дуайтом Эйзенхауэром.
23 февраля 1943 года Главный советник военно-дипломатической миссии СССР генерал-майор Васильев совместно с генералом армии Жоржем Катру, генерал-губернатором Алжира (в то время, часть заморских колониальных владений Франции), принимали Военный парад по случаю 25-й годовщины создания Красной армии.

## Временное затишье
Тем временем, положение немецко-итальянских войск также было удручающим. Неринг, признанный многими офицерами прекрасным командиром, постоянно раздражал вышестоящее начальство своей критикой, поэтому было решено заменить его, преобразовав находящиеся в Тунисе войска в 5-ю танковую армию и передав командование ею генерал-полковнику Хансу Юргену фон Арниму, прибывшему в Тунис 8 декабря. Армия включала в себя пехотную дивизию фон Бройха/фон Мантойфеля, находящуюся в районе Бизерты, 10-ю танковую дивизию, находящуюся в центре страны, возле её столицы, и 1-ю итальянскую горную пехотную дивизию «Суперга», расположенную на южном фланге. Между тем, Гитлер, в своём разговоре с фон Арнимом перед отбытием последнего в Тунис, заявил, что армия будет увеличена до трёх механизированных и трёх моторизованных дивизий.
Англо-американское командование приложило значительные усилия для того, чтобы предотвратить наращивание сил противника, для этого были привлечены существенные силы флота и авиации. Однако, поскольку города Тунис и Бизерта находились всего в 190 км от портов и аэродромов западной Сицилии, в 290 км от Палермо и 480 км от Неаполя, то полностью предотвратить прибытие транспортных судов и самолётов противника было практически невозможно: итальянские суда имели хорошую поддержку с воздуха и их путь до цели был недолгим. С середины ноября по январь по морю и по воздуху в Тунис было переброшено 243 000 человек и 856 000 тонн грузов.
Между тем, Эйзенхауэр перебрасывал в Тунис всё новые и новые соединения из Марокко и Алжира. На северном секторе, за три последующих месяца 1-я британская армия генерала Кеннета Андерсена вдобавок к уже имеющимся 6-й танковой и 78-й пехотной дивизиям получила под своё командование ещё три пехотные дивизии: 1-ю, 4-ю и 46-ю. Для управления возросшими силами, в конце марта к армии присоединился второй по счёту корпусной штаб — штаб 9-го британского корпуса с генерал-лейтенантом Джоном Крокером во главе.
На их правом фланге создавался состоящий из двух дивизий 19-й французский корпус, а на юге находился 2-й корпус США, под командованием генерал-майора Ллойда Фредендалла, состоящий из шести дивизий: 1-й, 3-й, 9-й и 34-й пехотных, а также 1-й и 2-й бронетанковых. На этом этапе Жиро отказался от плана Эйзенхауэра, по которому французский корпус должен был быть передан под командование 1-й армии, поэтому французские войска а также 2-й корпус США пока что оставались в прямом подчинении штаба союзных войск.
Американцы также начали строить в Алжире и Тунисе комплекс баз снабжения, расположенный в Макнасси, в восточной части Атласских гор. Это позволило бы получить точку опоры для того, чтобы отрезать немецко-итальянскую танковую армию, находящуюся на юге, от баз снабжения, а также от 5-й немецкой танковой армии на севере. Кроме того, были приложены значительные усилия для постройки новых аэродромов и улучшения снабжения войск по воздуху.

## Битва за перевал Кассерин

### Предшествующие события
В течение всей первой половины января Андерсону удалось, хоть и не всегда успешно, поддерживать постоянное давление на войска противника с помощью ограниченных атак и диверсионных вылазок. Фон Арним занимался тем же: 18 января он начал операцию «Айльботе» — атаку соединениями 10-й танковой и 334-й пехотной дивизий немцев. Удар наносился из Понт-дю-Фахс с целью расчистить пространство перед итальянской дивизией «Суперга» и предупредить возможные попытки прорыва противника к побережью в Анфидавилле с последующим разрывом сообщения обороняющихся немецких войск.
Удар в западном направлении, нацеленный на правый фланг британского 5-го корпуса в Бу Араде, имел ограниченный успех, но удар по позициям французов, находившихся южнее — у хребтов Западного и Южного Дорсала, оказался более удачным: немцы продвинулись на 56 км на юг, к Усселтии и на 40 км на юго-запад, к Робаа. Плохо вооружённые французы упорно сопротивлялись, но всё же были разбиты, в результате чего, французские силы, эквивалентные семи пехотным батальонам, остались отрезанными в горах. В помощь генералу Альфонсу Жюэну, командующему французскими войсками, Андерсон послал 36-ю бригаду в Робаа и боевое командование «B» в Усселтию. Ожесточённые бои продолжались до 23 января, но фронт стабилизировался.
Очевидная нехватка взаимодействия между войсковыми соединениями подтолкнула Эйзенхауэра к действию: 21 января Андерсон был назначен ответственным за координацию усилий всего фронта. 24 января полномочия Андерсона были расширены: теперь в его ведении была также и «занятость американских войск». Ночью того же дня Жюэн согласился перейти вместе со своим корпусом под командование Андерсона, что на следующий день было подтверждено генералом Жиро.
Несмотря на все предпринятые меры, управление войсками оставалось проблематичным: фронт растянулся на 320 км и сообщение между войсками было неудовлетворительным (Андерсон сообщал, что ему пришлось наездить около 1600 км за четыре дня лишь для того, чтобы поговорить с командирами своих корпусов). Между тем, Эйзенхауэр назначил лишь одного авиационного командующего силами ВВС, осуществлявшими воздушную поддержку, им стал бригадный генерал Лоуренс Катер, он был назначен на должность 21 января.
Тем временем, Эрвин Роммель составил свой план обороны. Согласно этому плану, немецко-итальянские войска, отступавшие из Ливии под натиском англичан (23 января 8-я британская армия заняла Триполи), должны были окопаться перед заброшенными фортификационными сооружениями французской «линии Марет». Таким образом немецко-итальянские силы держали бы под контролем два естественных входа в Тунис: один — на юге, другой — на севере. Между этими проходами существовали горные перевалы, ведущие в страну, но их было легко оборонять. В январе Роммель произвёл реорганизацию войск: занимающие «линию Марет» соединения немецко-итальянской танковой армии, которой командовал до того сам Роммель, были собраны в 1-ю итальянскую армию, во главе которой был поставлен Джованни Мессе.
К этому времени части 2-го корпуса США уже вошли в Тунис из Алжира через проходы в Атласских горах. Теперь весь треугольник, образовываемый горами, контролировался этими силами. Расположение американских войск создало для них возможность броска на восток, в направлении Сфакса — это позволило бы отрезать 1-ю итальянскую армию на линии Марет от войск фон Арнима к северу от города Тунис. Роммель не мог этого допустить и поэтому разработал план превентивного удара.

### 5-я танковая армия захватывает перевал Фейд и Сбейтлу
30 января немецкая 21-я танковая и три итальянские дивизии 5-й танковой армии фон Арнима повстречались с французскими войсками возле перевала Фейд — основного перевала, соединяющего восточную часть гор с прибрежной равниной. Фредендалл не отреагировал на просьбу французов о подкреплении в виде танков 1-й бронетанковой дивизии и недостаточно вооружённым французам, несмотря на отчаянное сопротивление, пришлось отступить. Союзники организовали несколько контратак, в том числе и запоздалую атаку, предпринятую боевым командованием «B» из 1-й бронетанковой дивизии, но войска фон Арнима, успевшие создать сильные оборонительные позиции, с лёгкостью отразили их. Через три дня союзникам пришлось отступить в равнины, находящиеся внутри горного «треугольника», для того, чтобы создать новую оборонительную линию у небольшого городка Сбейтла.
В ходе операции «Frühlingswind» четыре танковые группы по приказу фон Арнима начали продвижение в районе Зиди Бу Зид, который удерживался 168-й боевой полковой группой из состава 34-й пехотной дивизии и боевым командованием «А» из 1-й бронетанковой дивизии. Расположение обороняющихся было плохим, войска были слишком рассеяны для того, чтобы оказывать друг другу поддержку. К 15 февраля боевое командование «А» серьёзно пострадало — пехотные соединения оказались изолированными на вершинах холмов. На помощь было вызвано боевое командование «С», которому пришлось пересечь для этого всю страну. Принятые меры, однако, не помогли — это наступление было отражено немцами, наступающие понесли большие потери.
К вечеру 15 февраля три из четырёх боевых групп «Оси» были в состоянии наступать на Сбейтлу, находящуюся в 32 км к северо-западу. Перед Сбейтлой эти группы были остановлены войсками боевого командования «В». С помощью воздушной поддержки, англо-американским частям удалось продержаться в течение дня. Поддержка с воздуха, однако, не могла быть длительной, поэтому 17 февраля защитникам Сбейтлы пришлось покинуть город.
Южнее, созданная из остатков Африканского корпуса боевая группа Карла Бюловиуса из состава 1-й итальянской армии, вечером 15 февраля в рамках операции «Morgenluft» заняла Гафсу. В городе не было ни одного солдата противника — все они оставили его для того, чтобы сократить общую протяжённость фронта и облегчить таким образом реорганизацию своих войск, в частности, отвод французского 19-го корпуса на переэкипировку. 2-й корпус США отступил к линии Дернайа — Перевал Кассерин — Сбиба, имея 19-й корпус, оставляющий Восточный Дорсал, на своём левом фланге. К полудню 17 февраля войска Роммеля заняли Фериану и Телепте (примерно в 24 км от Кассерина), из-за чего утром 18 февраля союзникам пришлось эвакуировать аэродром в Телепте — основную авиабазу, находящуюся в южном секторе 1-й британской армии.

### Сражение
После обсуждения, Верховное итальянское командование, которому подчинялся Роммель, приказало ему наступать через Кассерин и Сбибу в северном направлении на Талу и Ле Кеф, чтобы выйти во фланг 1-й британской армии. В первоначальном предложении Роммеля речь шла об ограниченной, но сосредоточенной атаке в северо-западном направлении через перевал Кассерин, навстречу 2-му американскому корпусу у Тебессы.
Несмотря на то, что под его командование были переданы 10-я и 21-я танковые дивизии, Роммель был убеждён, что новый план сильно уменьшит концентрацию его сил и подвергнет его фланги серьёзной угрозе. То, что план Роммеля не был принят, во многом сыграло на руку противнику: большая часть английских и американских резервов была переброшена к Тале и Сбибе, а Тебессу обороняли лишь остатки 1-й бронетанковой дивизии.
19 февраля Роммель, имея теперь в своём распоряжении 10-ю и 21-ю танковые дивизии, боевую группу из Африканского корпуса а также силы генерала Мессе на «линии Марет» (переименованные в 1-ю итальянскую армию), начал то, что потом будет названо битвой за перевал Кассерин. В надежде застать неопытных обороняющихся врасплох, он послал к перевалу лёгкий 3-й разведывательный батальон. За оборону перевала отвечал «отряд Старк» — бригадное формирование, состоящее из американских и французских частей. Командовал формированием полковник Александр Старк.
У «отряда Старк» до того не было достаточно времени для организации прочной обороны, но он смог обрушить на наступающих тяжёлый артиллерийский огонь с прилежащих холмов и остановить таким образом наступление механизированных соединений Роммеля. Теперь для того, чтобы продолжить наступление, Роммелю пришлось посылать пехотные соединения на холмы, чтобы устранить артиллерийскую угрозу. Первая попытка Роммеля прорваться через перевал не удалась.
Тем временем, боевая танковая группа Ханса-Георга Хильдебранта из 21-й танковой дивизии немцев продвигалась севернее Сбейтлы в направлении перевала Сбиба. Перед холмами, лежащими к востоку от Сбибы, группа была остановлена 1-й гвардейской бригадой и 18-й полковой боевой группой, имеющей сильную поддержку со стороны полевой и противотанковой артиллерии. Кроме того, полковая группа была усилена двумя пехотными полками из 34-й пехотной дивизии.
К утру 20 февраля на холмах над Кассерином ещё продолжался тяжёлый рукопашный бой, а на перевал уже готовилась наступать другая группа войск — боевая группа из состава Африканского корпуса, усиленная батальоном из 131-й итальянской танковой дивизии «Чентауро» и дополнительной артиллерией. За время утреннего наступления немецко-итальянским войскам не удалось продвинуться далеко, но постоянное сильное давление, которое оказали немецко-итальянские силы в ходе дневной атаки, привело к краху обороны противника.
Миновав перевал Кассерин днём 20 февраля, соединения итальянской дивизии «Чентауро» направились на запад, в направлении Тебессы, не встречая на своём пути почти никакого сопротивления. За ними последовала боевая группа фон Бройха из 10-й танковой дивизии. Эта группа стала продвигаться по дороге на Талу, но их продвижение замедлила полковая танковая группа из 26-й танковой бригады (отряд «Гор»). Танки у отряда были слабее немецких, поэтому неудивительно, что эта группа понесла большие потери, однако, этим она выиграла время для отряда «Ник», составленного из 26-й бригады (британская 6-я бронетанковая дивизия), усиленной соединениями пехоты и артиллерии. Стоит упоминания тот факт, что данная артиллерия по приказу Андерсона перебралась под Талу из района Кесры днём раньше. Отряд «Ник» за выигранное время смог подготовиться к обороне на дальнем участке дороги. Кроме того, Фредендалл в качестве подкрепления послал к Тебессе 1-ю бронетанковую дивизию.
К часу дня 21 февраля боевая группа фон Бройха, движущаяся на Талу, достигла места, в котором укрепилась 26-я бронетанковая бригадная группа. Завязался бой, который значительно замедлил продвижение немцев. Роммель взял наступление под свой личный контроль и к 16:00 оборона противника на дороге была преодолена. Несмотря на это, 26-й бригадной группе удалось организованно отступить и отойти на последний оборонительный рубеж перед Талой.
Сражение на последнем рубеже началось в 7:00 утра следующего дня и продолжалось около трёх часов, при чём, за время боя удача не улыбалась ни одной из сторон. Отряд «Ник» понёс тяжёлые потери — в соединении никто уже не верил в возможность сопротивления в течение следующего дня. Однако, ночью к обороняющимся подошли артиллерийские части из 9-й пехотной дивизии. Эти части пробрались из Марокко, проделав путь в 1300 км в плохую погоду и по плохим дорогам. На утро, когда фон Бройх приготовился повести свои войска в атаку, на наступающих обрушился град артиллерийских снарядов. Роммель приказал фон Бройху перегруппировать войска и занять оборонительные позиции, отменяя, таким образом, все наступательные планы.
Тем временем, 21-я немецкая танковая группа стояла на месте у Сбибы. В ходе дневной контратаки, предпринятой немецко-итальянскими войсками на равнине возле Уселтии, были разбиты два драгоценных батальона опытных итальянских пехотинцев — «Берсальери». Основную роль в этом сыграли орудия 23-го полка королевской полевой артиллерии британцев. Контратака была отбита.
Южнее, боевая группа из Африканского корпуса, продвигавшаяся по дороге на Тебессу, была остановлена в тот же день танками и артиллерией боевого командования «В», укрепившегося на склонах холмов у Джебель Хамры. Попытка обойти обороняющихся с фланга, предпринятая в ночь с 21 на 22 февраля, не увенчалась успехом — немецкие войска понесли значительные потери. Следующая атака, организованная 23 февраля, также была отбита.
22 февраля, на встрече с Кессельрингом Роммель заявил, что поскольку сопротивление противника постоянно усиливается и поскольку стало известно, что передовые соединения 8-й армии уже вошли в Меденин, лежащий в нескольких километрах к востоку от «линии Марет», было бы целесообразнее отменить наступление и отвести войска назад, на защиту «линии Марет», в надежде, что недавнее наступление нанесло противнику достаточно серьёзный урон для того, чтобы лишить его возможности вести наступательные действия в ближайшем будущем. Кессельринг настаивал на продолжении наступления, но всё же, вечером дал согласие и итальянское командование, которому подчинялся Роммель, отменило наступление. Отступившие войска достигли «линии Марет» 25 февраля.

### Последствия
После сражений у Кассерина активность боевых действий на время снизилась, и обе стороны принялись делать выводы из последних боёв. Роммель остался убеждён в том, что войска Великобритании и Британского Содружества не представляют серьёзной угрозы, хотя на самом деле численность этих войск равнялась численности его собственных сил. За это, ни чем не оправданное мнение, которое Роммель достаточно долго разделял, ему в будущем придётся заплатить довольно высокую цену.
Американцы, изучая опыт прошедших боёв, делали свои выводы. Несколько командиров были отстранены от своих должностей, кроме того, были сделаны некоторые заключения, касающихся ведения боёв. Самой важной переменой в союзном командовании явилось смещение с должности командующего 2-м американским корпусом генерала Фредендалла. 6 марта его сменил на посту Джордж Паттон, а в качестве заместителя был утверждён Омар Брэдли.
Всем командирам соединений напомнили о том, что лучше держать большие армейские части сконцентрированными и не растягивать фронт, как это допускалось при Фредендалле, чтобы не повторять предыдущих ошибок. Побочным продуктом такой политики являлось улучшение контроля за артиллерийским огнём. Поддержка войск с воздуха также была признана неудовлетворительной (хотя во многом авиации помешали плохие погодные условия), однако приемлемого решения этой проблемы не было найдено до самой высадки в Нормандии.

## Реорганизация в войсках Антигитлеровской коалиции и стран Оси
На конференции в Касабланке было решено назначить генерала сэра Харольда Александера на должность заместителя главнокомандующего войсками союзных сил антигитлеровской коалиции во Французской Северной Африке. Решение было утверждено 20 февраля и в то же время, для облегчения взаимодействия между двумя армиями в Тунисе, было решено поместить их под единое руководство. Так была создана 18-я группа армий, во главе которой был поставлен Александер. Вскоре после занятия должности Александер докладывал в Лондон:

«…Честно говоря, я шокирован ситуацией, которую я застал… Основная беда заключалась в изначальном отсутствии указаний сверху, что выливалась в отсутствие политики и плана.»

Александер критиковал Андерсона, хотя позже и признал, что он был немного несправедлив. После получения контроля над целым фронтом в январе, целью Андерсона являлась реорганизация фронта, его деление на секторы по национальному признаку и создание резервов для перехвата боевой инициативы — точно те же цели, которые фигурировали в приказах Александера, отданных 20 февраля.
21 февраля Александер объявил, что его задачей является уничтожение всех войск врага в Тунисе. Этого предлагалось достичь при помощи продвижения 8-й армии к северу от Габеса с параллельным манёвром 1-й армии. Целью манёвра было отсечение резервов противника от остальных войск, чтобы резервы не были задействованы против 8-й армии. После этого, армии союзников должны сконцентрироваться на захвате аэродромов, необходимых для усиления и доминирования союзной авиации на территории страны. Наконец, после всего этого, с помощью соединённых усилий флота, авиации и сухопутных сил предполагалось построить ту сеть, в которую планировалось загнать войска противника в Тунисе. Завершить разгром врага планировалось до 30 апреля — этого требовали временные рамки, установленные на касабланкской конференции. После Северной Африки планировалось вторжение в Сицилию, и союзники хотели высадиться там при благоприятной августовской погоде.
На конференции в Касабланке также было достигнуто соглашение о серьёзной реорганизации всех воздушных сил союзников в Средиземноморье для повышения их взаимодействия с другими видами войск. Так, маршал авиации сэр Артур Теддер был назначен командующим всеми воздушными силами в Средиземноморье, генерал-майор Карл Спаатс — командующим ВВС в северо-западной Африке, в частности, также и в Тунисе.
23 февраля маршал авиации сэр Артур Канингхэм сменил генерала Лоуренса Куттера на посту главы Командования Воздушной Поддержкой союзников, преобразованного в Североафриканские Тактические военно-воздушные Силы. Это соединение, наряду с Пустынными ВВС, находящимися в оперативном командовании 8-й армии, составляло воздушные силы, возглавляемые Спаатсом. Конингхэм был весьма удивлён обстановкой, которую он застал в своём новом соединении — всё обстояло точно так же, как и в ходе Египетской кампании в 1941, когда он впервые возглавил Пустынные ВВС. Как ни странно, оперативный и административный опыт, столь тяжело приобретённый тогда, здесь не был усвоен. Он не был учтён ни при высадках, происходивших в ходе операции «Факел», ни в ходе «гонки к Тунису», что тогда создало лишние трудности в прикрытии наступающих войск с воздуха. Конингхэм сразу же приступил к объединению британского и американского оперативного командования и стал тренировать их, ориентируясь на уже приобретённый опыт.
В войсках стран «Оси» также решили создать общее командование для своих двух армий. Гитлер и немецкий генеральный штаб хотели видеть в лице командующего фон Арнима, но Кессельринг настоял на необходимости назначить на этот пост Роммеля, что и было сделано 23 февраля — Роммель встал во главе объединённой немецко-итальянской группы армий «Африка».

### Операция «Капри»
17 февраля 8-я армия начала собирать свои силы перед укреплениями «линии Марет» и к 26 февраля стала всерьёз угрожать обороняющимся немцам и итальянцам, нанося удары в западном направлении. В качестве ответа на эти действия, 6 марта войсками «Оси» была начата операция «Капри» — наступление на юг, на Меденин, являвшийся самым северным укреплённым пунктом британцев. Однако, интенсивная работа британской артиллерии привела к потере 55 танков противника и провалу всего наступления. Операция была остановлена Роммелем.
После провала операции, Роммель решил, что единственным способом спасения подконтрольных ему армий является их эвакуация. Поэтому 9 марта, оставив фон Арнима командовать армиями, он покинул Тунис и улетел в ставку Гитлера на Украине для того, чтобы убедить его оставить Тунис и вернуть находящиеся там армии в Европу. Гитлер ответил отказом. Более того, Роммель был отстранён от дальнейшего участия в африканской компании. Командующим группой армий «Африка» официально стал фон Арним.

## Сражение на линии «Марет»

### Операция «Пьюджилист»
Своё основное наступление на линии «Марет», операцию «Пьюджилист», Монтгомери начал в ночь на 19 марта. Части 50-й пехотной дивизии прорвали линию Марет и к утру 21 марта вышли позади неё, западнее Зарата. Контратака 15-й немецкой танковой дивизии, состоявшаяся 22 марта в тот же день закрыла образовавшуюся брешь в немецко-итальянской обороне.
2-й американский корпус, чтобы помочь основному наступлению союзных сил на линию, выступил с горных перевалов и занял позиции неподалёку от тылов немецко-итальянских войск. В ответ на эти действия, на 10-ю немецкую танковую дивизию было возложено вытеснение американцев во внутренние горные районы. Противники столкнулись 23 марта у Эль-Гветтара. Поначалу ход боя напоминал прежние битвы кампании: немецкие танковые части, как и ранее, обрушились на передовые подразделения 2-го корпуса. Однако вскоре танки попали на заранее приготовленное американцами минное поле, и американская артиллерия и противотанковые подразделения немедленно открыли по ним огонь. Части 10-й дивизии за небольшой промежуток времени потеряли 30 танков и отступили из района минного поля. Вторая атака, состоявшаяся ближе к вечеру и на этот раз поддерживаемая пехотой, также была отбита. 10-я дивизия вернулась в Габес, не сумев выполнить поставленную задачу.
Американцы, однако, не смогли воспользоваться неудачей немецких войск, и несколько недель было потрачено на отчаянные попытки вытеснения итальянской пехоты с двух стратегически важных холмов, расположенных на пути к Габесу. Кроме того, существовала опасность, что в крайнем случае итальянцам придут на помощь танки 21-й и 10-й танковых дивизий, располагавшихся в Габесе, всего в часе езды от укреплений. Лучшая поддержка американцев с воздуха могла бы в этом случае блокировать доступ подкреплений, но взаимодействие между наземными войсками и авиацией всё ещё оставалось для англо-американских сил серьёзной проблемой.

### Операция «Суператака II»
Чтобы добиться успеха, Монтгомери запланировал одновременно с ударом с фронта на линию фланговый маневр (кодовое название: Операция «Суператака II», англ. Operation Supercharge II) через проход возле Джебель-Табаги. 26 марта 10-й корпус под командованием генерала Хоррокса фланговым маршем обошёл холмы Матмата и занял перевал Табага. Хотя на следующий день немецким и итальянским частям удалось остановить продвижение корпуса Хоррокса при помощи противотанковых орудий, этот обходной манёвр сразу же сделал оборону на линии ненадёжной. Итало-немецкое командование приказало своим соединениям оставить линию и отходить на север. За следующие 48 часов защитники «линии Марет» отошли на 60 км в направлении на северо-восток и заняли новые оборонительные позиции в Вади-Акарит, возле Габеса.
8-я армия вместе со 2-м корпусом продолжили свои атаки. Итальянские морские пехотинцы, окопавшиеся в Вади-Акарит и хорошо используя автоматическое оружие и гранаты, успешно сражались, но несмотря на это англичанам удалось пройти через их укрепления, хоть и с серьёзными потерями: 6-й батальон полка «Грин Ховардс» потерял 126 человек, двое из которых были высокопоставленными офицерами. Билл Чилл, участник событий, бывший свидетелем гибели командира его секции, вспоминал:
«Когда мы оказались в десяти ярдах (от места гибели командира), мы достигли траншеи и убили всех, кто там находился. Было не время церемониться, мы были отравлены гневом и должны были убить их, чтобы отплатить им за нашего погибшего приятеля.» 
Холмы были оставлены противником, что позволило американским войскам соединиться с британцами в Габесе к концу того же дня. Наконец, 8-й армии удалось прорвать оборону противника, что заставило немецко-итальянские войска покинуть Габес и отступать, чтобы соединиться с 5-й танковой армией на севере.

### Габес
Реорганизованный 2-й корпус США снова двинулся с перевалов и оказался за линиями Оси; 10-я танковая дивизия вермахта контратаковала в битве при Эль-Геттаре 23 марта. Немецкие танки, наступавшие на передовые части американских войск, напоролись на минное поле, и американская артиллерия и противотанковые подразделения открыли огонь. 10-я тд отступила с минного поля, потеря 30 танков. Вторая атака, поддержанная пехотой во второй половине дня, также была отбита, и 10-я танковая отступила к Габесу. 2-й американский корпус не смог воспользоваться неудачей немцев, и каждая атака останавливалась контратаками 10-й или 21-й танковых дивизий по дороге к Габесу; координация действий военно-воздушных и наземных сил союзников оставалась неудовлетворительной. Восьмая армия и II корпус США наступали в течение следующей недели, и 28 марта Восьмая армия захватила Эль-Хамму, заставив страны Оси оставить Габес и отступить на север к Пятой танковой армии. Холмы перед американскими войсками были оставлены, что позволило им позднее в тот же день присоединиться к британским войскам в Габесе. 2-я новозеландская дивизия и 1-я бронетанковая дивизия преследовали немцев 140 миль (225 км) на север, на оборонительные позиции в холмах к западу от Энфидавилля, которые удерживались до конца кампании.

## Северный сектор: февраль — апрель, 1943
Фон Арним придерживался ошибочной точки зрения, согласно которой сражения у Кассерина вынудили противника ослабить свои силы на севере Туниса, чтобы укрепить южный участок. Веря в это, фон Арним, с одобрения Кессельринга, но не консультируясь с Роммелем, 26 февраля начал операцию Ochsenkopf — атаку на широком участке фронта против сил 5-го корпуса. Командование войсками было возложено на генерала Вебера. Основной удар был нанесён корпусом Вебера, в составе которого находилась 334-я пехотная дивизия, недавно прибывшие части дивизии «Герман Геринг» и соединения 10-й танковой дивизии, которые не участвовали ранее в операции «Фрюлингсвинд».
Войска Вебера должны были продвигаться тремя группами: одна направлялась на запад к Меджез-эль-Бабу, другая, находящаяся к северу от первой группы, двигалась на юго-запад по дороге, ведущей из Матёра в Беджу (в 40 км к западу от Меджеза), третья группа двигалась на запад в 40 км южнее Меджеза. Северный фланг корпуса Вебера прикрывала дивизия фон Мантейфеля, двигавшаяся на запад и заставлявшая англо-американские войска удаляться с их передовых позиций, занимаемых напротив находящейся в немецких руках станции Джефна.
На северном участке в бою у Сиди Нсира 5-й батальон Хэмпширского полка ценой собственной жизни на двое суток задержал продвижение бронетанковых сил Kampfgruppe Lang. В результате британские силы смогли подготовить укреплённые позиции на перевале Ханта (между Медьезом и примерно 15 миль (24 км) к северо-востоку от Беджи). На южном направлении Kampfgruppe Audorff продвинулась на запад к Меджез-эль-Бабу, но Y-дивизия, временное соединение британской армии, смогла отразить атаку; особенно после того, как два танка «Черчилль» разгромили немецкую транспортную колонну в месте под названием Steamroller Farm. Заключительная атака группы Лэнга была остановлена у прохода Ханта 128-й пехотной бригадой 46-й пехотной дивизии с сильной артиллерией, прикрытием с воздуха и двумя взводами «Черчиллей» из состава полка территориальной обороны North Irish Horse.
Севернее Меджеза наступающим немецко-итальянским силам удалось продвинуться по направлению к Бедже, но после боя, продолжавшегося до 5 марта в очень тяжёлых погодных условиях, наступление застряло на перевале Хант (в 24 км к северо-востоку от Беджи). Противника остановили силы 128-й пехотной бригады 46-й британской дивизии из состава 46-й британской дивизии, при поддержке артиллерии и двух танковых эскадронов из североирландского конного полка.
Наступление фон Арнима на севере силами дивизии Мантейфеля развивалось достаточно успешно, пока войска проходили через удерживаемые французами холмы между Кап Серрат и городом Седженан — сопротивление в тех местах было незначительным. Контратаки, предпринятые соединениями 139-й пехотной бригады из состава 46-й дивизии, помогли задержать продвижение войск Мантейфеля, но за это обороняющимся пришлось заплатить дорогую цену — потери были велики. 4 марта Седженан был всё же захвачен немецкими войсками, а 139-я бригада была выбита из города и отброшена за три последующие недели на 24 км в направлении Джебель Абиода. Фон Арним оставил свои атаки на юге и в центре фронта, но отступление французских батальонов в район Меджеза (направленное на соединение с войсками 19-го корпуса) позволило ему при незначительном сопротивлении занять высоты, господствующие над городом.
25 марта Андерсон приказал перехватить инициативу на участке фронта, занимаемом 5-м корпусом. 28 марта Андерсон послал в наступление 46-ю дивизию, состоявшую на тот момент из 138-й пехотной бригады, и 128-й пехотной бригады, находящейся в резерве. Дивизия была также усилена 36-й пехотной и 1-й парашютной бригадами, а также французскими соединениями, среди которых был «табор» марокканских гумьеров. За четыре дня дивизия вернула под контроль союзников всю территорию, захваченную ранее войсками Мантейфеля, и захватила в плен 850 немецких и итальянских солдат.
7 апреля Андерсон поставил перед 78-й пехотной дивизией задачу по зачистке дороги, ведущей из Беджи в Меджез. За десять последующих дней дивизия, при поддержке артиллерии и авиации продвинулась по гористой местности на 16 км, расчистив от противника район шириной в 16 км. 4-я пехотная дивизия была впервые введена в действие — она заняла позиции на левом фланге 78-й дивизии и стала продвигаться к Зиди Ниср.

## Разгром немецко-итальянских войск
Опасная ситуация у Меджеза была устранена, а дороги, идущие по краям территории, занимаемой 5-м корпусом были расчищены от врага, чтобы теперь Андерсон смог уделить всё своё внимание выполнению приказов, которые он получил 12 апреля от Александера. На 22 апреля была запланировано широкомасштабное наступление, целью которого являлся захват города Тунис.
К этому времени англо-американская авиация уже перебазировалась на аэродромы в Тунисе, а между Сицилией и городом Тунис было сбито большое количество немецких транспортных самолётов. Истребители британских ВВС, базирующиеся на Мальте, препятствовали как снабжению немецко-итальянских войск, так и их возможной эвакуации из Туниса. Адмирал Каннингхэм, командующий при Эйзенхауэре морскими силами, отдал экипажам своих кораблей приказ, данный более столетия назад адмиралом Нельсоном: «Топите, жгите, захватывайте, уничтожайте. Пусть никто не пройдёт».
К 18 апреля, после атак 8-й армии с юга и ударов по флангам, нанесённых 9-м британским и 19-м французским корпусами, немецко-итальянские войска были отброшены на линию оборонительных рубежей, расположенную к северо-востоку от столицы Туниса. Обороняющиеся теперь пытались защищать свои линии снабжения.

### План заключительного наступления
По замыслу Александера, в то время как 2-й корпус будет наступать на север, в направлении Бизерты, 1-я армия станет наступать на город Тунис, а 8-я армия выступит на север из Энфидавилля. На Андерсона возлагалась ответственность за координацию действий 2-го корпуса и 1-й армии — для этого Андерсон был наделён соответствующими полномочиями.
План Андерсона предусматривал основную атаку против главных оборонительных сооружений противника в центре полосы фронта 5-го корпуса возле Меджеза. Перед этим, однако, в атаку должен был пойти находящийся на правом фланге 9-й корпус — он был должен продвигаться на северо-восток с тем, чтобы обойти немецкие оборонительные укрепления у Меджеза, и оказавшись за ними, нанести удар по танковым резервам неприятеля. 2-й корпус должен был нанести двойной удар: на Бизерту и на захват возвышенностей, находящихся на левом фланге 5-го корпуса. 19-му французскому корпусу предписывалось не вводиться в действие до того момента, пока 9-й корпус и 8-я армия не завязнут в борьбе с обороной противника, после чего французам предписывалось наступать на Понт-дю-Фахс.

### Сражение
В войсках союзных англо-американских сил была произведена перегруппировка. Из-за продвижения 8-й британской армии на север, 2-й корпус США был вытеснен на восток, к фронтовой линии, что позволило бросить целый корпус на северный участок фронта. Фон Арним понимал, что наступление англо-американских войск неизбежно, поэтому в ночь с 20 на 21 апреля он организовал упреждающие удары между Меджезом и Губеллат, а также на участке фронта, занимаемом 9-м корпусом. Дивизии «Герман Геринг» при поддержке танков из 10-й танковой дивизии на некоторых участках фронта удалось продвинуться на глубину до 8 км, но добиться общего отступления противника так и не удалось, поэтому все немецкие войска были отозваны на свои старые позиции. Планы англо-американского командования не были серьёзно нарушены, хотя первую атаку, запланированную на 04:00 утра 22 апреля всё же пришлось отодвинуть на четыре часа позже.
Утром 22 апреля 46-я дивизия нанесла удар на участке фронта, занимаемом 9-м корпусом. В результате наступления был расчищен коридор, через который ночью прошла 6-я бронетанковая дивизия. Вслед за этим ударом последовал удар, нанесённый силами 1-й бронетанковой дивизии в восточном направлении за два последующих дня. Однако, союзники продвигались недостаточно быстро для того, чтобы сорвать создание немецкого противотанкового заслона, который вскоре остановил их продвижение. Заслон сработал, но несмотря на это, из-за действий наступающих, немецким и итальянским войскам пришлось переместить свои резервы к югу, подальше от центрального фронта. Видя, что в районе начатого наступления дальнейшего успеха не ожидается, Андерсон вернул 6-ю бронетанковую и большую часть 46-й пехотной дивизии в резерв.
5-й корпус пошёл в атаку вечером 22 апреля, а 2-й корпус США начал своё наступление в начале следующего дня. Завязалось ожесточённое сражение между 1-й, 4-й и 78-й пехотными дивизиями 5-го корпуса с одной стороны и 334-й пехотной, 15-й танковой дивизией и дивизией «Герман Геринг» — с другой. Союзные англо-американские войска поддерживали силы танков и сконцентрированные соединения артиллерии. Восемь дней ушло у американцев и англичан на то, чтобы углубиться на 10 км в территорию противника и захватить большую часть его оборонительных позиций. Обе стороны понесли тяжёлые потери, но Андерсен к тому времени уже успел почувствовать, что прорыв немецко-итальянской обороны неизбежен.
30 апреля Монтгомери и Александеру стало ясно, что наступление 8-й армии к северу от Энфидавилля в хорошо обороняемом районе с тяжёлыми условиями местности не удалось. Из-за этого Александер переместил 7-ю британскую бронетанковую и 4-ю индийскую пехотную дивизии, а также 201-ю гвардейскую бригаду из состава 8-й армии в 1-ю армию (1-я бронетанковая дивизия была включена в состав 1-й армии ещё перед началом наступления).
Все необходимые перемещения были завершены ночью 5 мая. Для того, чтобы отвлечь внимание противника от прибытия 7-й бронетанковой дивизии в район Меджеза, Андерсон организовал небольшую концентрацию танков возле Бу Арады, на участке 9-ко корпуса. Таким образом, в начале наступления был достигнут эффект неожиданности — немецко-итальянское командование не ожидало атаки на них столь большого количества танков.
Заключительное наступление началось 6 мая в 03:00 утра силами 9-го британского корпуса, которым теперь командовал генерал-лейтенант Брайан Хоррокс, сменивший на посту раненого Джона Крокера. Этому предшествовала проведённая днём раньше атака 5-го корпуса, в ходе которой были захвачены важные высоты и была обеспечена безопасность левого фланга 9-го корпуса. 4-й британской и 4-й индийской пехотным дивизиям, сосредоточенным на узком участке фронта при поддержке крупных сил артиллерии удалось пробить брешь в обороне противника. В образовавшийся коридор были сразу же введены 6-я и 7-я бронетанковые дивизии. 7 мая британские танки вошли в город Тунис, а американская пехота из 2-го корпуса, продолжавшая своё движение на север, заняла Бизерту. Через шесть дней после этих событий всё сопротивление немецко-итальянских войск было прекращено, их войска начали сдаваться в плен: было захвачено более 230 000 военнопленных, значительная часть из которых лишь недавно прибыла из Сицилии, где они могли бы быть куда более полезными для Муссолини и Гитлера при дальнейшей обороне острова.

## Последствия
Согласно мнению историка А. Мюррея, «Решение усилить группировку войск в Северной Африке было одной из грубейших ошибок Гитлера: по общему признанию, хоть из-за этого Средиземное море оставалось закрытым для союзников в течение следующих шести месяцев, с негативными последствиями для навигации союзного флота, большое количество лучших немецких войск оказалось в беззащитном положении, из которого, как и под Сталинградом, не было выхода. Более того, Гитлер приказал Люфтваффе вести войну на истощение в самых неблагоприятных условиях, из-за чего они понесли непозволительно тяжёлые потери».
Отчаянное сопротивление немцев и итальянцев лишь оттянуло неизбежный финал кампании, и возможно, проигранная американцами битва за перевал Кассерин, как это ни парадоксально, пошла союзным силам антигитлеровской коалиции только на пользу. После того как вся Северная Африка оказалась в руках войск антигитлеровской коалиции, их взгляды вскоре были обращены на Сицилию и на саму Италию. Уже через два месяца после победы в Северной Африке началась высадка на Сицилии, а спустя ещё полмесяца англо-американские войска начали вторжение в Италию.